# Chimarra uranka
Chimarra uranka är en nattsländeart som beskrevs av Mosely in Mosely och Douglas E. Kimmins 1953. Chimarra uranka ingår i släktet Chimarra och familjen stengömmenattsländor. Inga underarter finns listade i Catalogue of Life.